# Aranjuez
Aranjuez è un comune spagnolo di 59 761 abitanti (2022), situato nella comunità autonoma di Madrid.

## Geografica antropica
Posta sulla riva sinistra del Tago, la cittadina di Aranjuez è nota per i suoi edifici reali e per i grandi giardini in contrasto con l'aridità della zona circostante della Nuova Castiglia.
Ispirandosi ai giardini del Palazzo Reale di Aranjuez, il musicista Joaquín Rodrigo compose il celebre concerto d'Aranjuez.
Aranjuez ospita uno dei campus della Universidad Rey Juan Carlos.

## Complesso degli edifici reali
- Il Palazzo reale di Aranjuez fu costruito durante il regno di Filippo II dagli stessi architetti dell'Escorial Juan Bautista de Toledo e Juan de Herrera. Dietro al palazzo si trova il Giardino del Parterre, giardino alla francese ricco di fiori.
- La Casa del Labrador è un piccolo edificio di stile neoclassico costruito per conto di Carlo IV da Isidro González Velázquez alla fine del XVIII secolo. L'interno è decorato e arredato con grande ricchezza e raffinatezza di mobili, tapezzerie, porcellane, orologi, candelabri e con soffitti delle stanze affrescati da diversi pittori spagnoli.
- Il Giardino dell'Isola costruito su un'isola del Tago su progetto di Juan de Herrera nel 1699 con alberi di alto fusto, statue, fontane, viali.
- Il Giardino del Principe è un grande giardino fatto costruire nel 1763 dal futuro re Carlo IV su un lungo tratto della riva sinistra del Tago. È dotato di viali, di diverse fontane, padiglioni di riposo, una torre e un imbarcadero per traghettare alla Casa de los Marinos, che custodisce una collezione di barche reali dei secoli XVIII, XIX e XX.